# Ser limburski
Ser limburski, limburger – gatunek sera produkowanego z mleka krowiego.
Pierwotnie wytwarzany w Herve, w okolicach miasta Liège. Swoją nazwę zawdzięcza jednak Limburgii, gdzie był sprzedawany na miejscowych targach. Głównym ośrodkiem handlu tym serem było Diets-Heur.
Limburger należy do serów maziowych, podpuszczkowych. Jest to ser półtwardy z mleka krowiego o silnym zapachu, dojrzewa od 3 do 6 tygodni. Sprzedawany jest w formie kostek lub kręgów.
Bardzo popularny we Francji, Belgii, Holandii i w Niemczech, gdzie występuje w różnych odmianach i pod różnymi nazwami (Romadur, Livarot). W USA produkowano ser Liederkranz.
W 2006 roku Bart Knols i Ruurd de Jong z Wageningen University & Research w Holandii otrzymali nagrodę Ig Nobla za eksperyment wykazujący, że samice komarów Anopheles gambiae roznoszących malarię są wabione przez zapach sera limburskiego tak jak przez zapach ludzkich stóp.